# Виноделие в России
Виноделие в России — производство вина в Российской Федерации. 
По данным Всемирной организации вина и виноделия (OIV) — в 2007 году российские виноделы произвели 7280 тыс. гектолитров винной продукции, заняв 11-е место в списке стран, производящих вино.

## История
В некоторых регионах России (Дагестан, Крым, низовья Дона) история возделывания винограда может насчитывать тысячелетия. 
В 1613 году в Астрахани при монастыре по приказу царя Михаила Федоровича был создан «сад для двора государева». 
В 1640 году из герцогства Шлезвиг-Голштинского туда был выписан садовник Яков Ботман. 
В 1656—1657 гг. из Астрахани ко двору были отправлены первые партии вина.
Промышленное виноградарство и виноделие на Дону началось благодаря Петру I, по приказу которого после взятия Азова были высажены виноградники близ станицы Раздорской.
В конце XIX века в Российской Империи ежегодное производство вина (в вёдрах) и площадь виноградников (в десятинах) составляло::
- Район Бессарабский — 65 935 / 12 100 000
- Донской — 2440 / 375 000
- Астраханско-Уральский — 420 / 10 000
- Кавказский — 91 796 / 13 415 000
- Туркестанский — 13 292 / 30 000

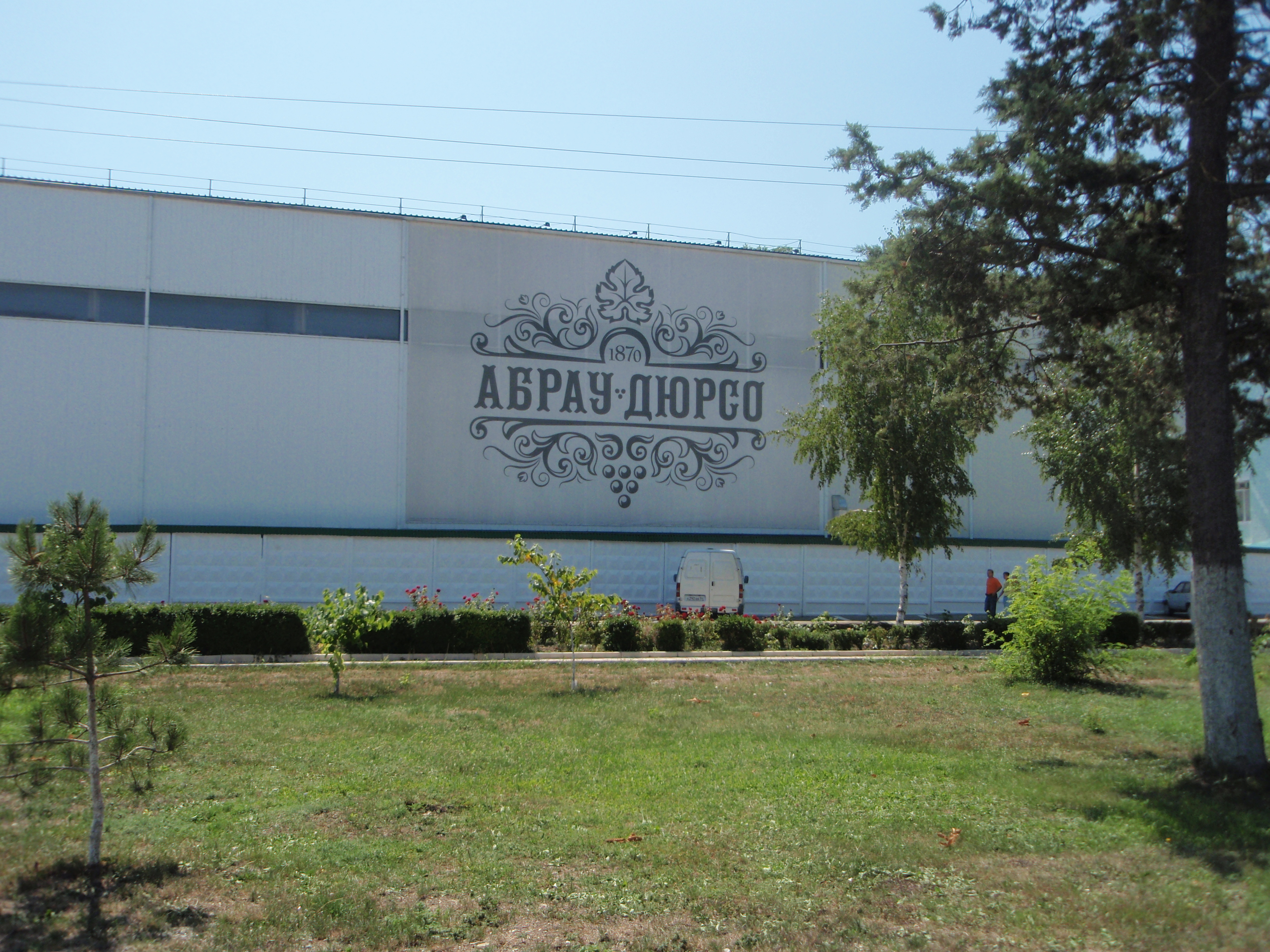
Винный завод «Абрау-Дюрсо»

Всего в Российской империи в год производилось вина объемом 181 017 вёдер (2 226 509 литров) с 27 290 450 десятин (29 746 590 гектар). Ежегодно в мире на тот момент в среднем получалось около 119 млн гектолитров, или около 968 млн вёдер виноградного вина в год. На территории современной России располагаются Донской, Астраханско-Уральский и частично Кавказский винодельческие районы Российской империи.
В советское время на территории РСФСР создавались крупные виноградарские совхозы, предприятия и винзаводы. В 1928 году была разработана известная марка «Советское шампанское», запущенная в производство на заводе Абрау-Дюрсо, а в 1936 году и по всей стране.
Значительный ущерб советскому виноделию нанесло принятие постановления от 25 мая 1985 года «О борьбе с пьянством и алкоголизмом». Именно в этот период происходит уничтожение множества виноградников и перепрофилирования винодельческих предприятий в сокоэкстрактные заводы.
После распада СССР площадь виноградников продолжила снижаться, а большинство заводов перешло на импортное сырьё. Так, по данным ООН, площадь виноградников уменьшилась с 107 тыс. га в 1992 году до 55 тыс. га в 2007 г.. На 2009 год в российской рознице 70—80 % бутилированных вин изготовлены из импортных виноматериалов.
Вино — один из немногих сельскохозяйственных продуктов, не попавших под запрет на импорт после введения контрсанкций 2014 года.
С 2020 года  вино подорожало почти в два раза, из-за повышения акцизных сборов.
«Закон о виноградарстве и виноделии» в РФ вступил в силу 26 июня 2020 года; в документе закреплены 80 основных понятий для сферы виноградарства и виноделия, среди них «вино», «крепленое вино», «игристое вино», «виноградное насаждение» и др. Также законопроект определяет, что продукция, обозначающаяся как «вино России», должна быть произведена исключительно из винограда, выращенного на территории страны.
В 2021 году планируется разработка госпрограммы развития виноградарства и виноделия в России, которая позволит открывать новые питомники для саженцев, решить проблемы мелиорации, рекультивации земель, создавать винодельческие агротехнопарки и продвигать российское вино как в стране, так и за рубежом. Также в стране может появиться специализированное агентство, которое сфокусируется на проблемах отрасли.
На 2022 год ёмкость всей отрасли составляет около 900 млн л в год, более половины рынка вина (55 %) приходится уже на отечественную продукцию.
В 2023 году потребление вин в России, по оценкам экспертов, составило 90 миллионов декалитров; на импортную продукцию в этом объеме приходится 44 миллиона декалитров, а на внутреннее производство — 46 миллионов.

## Винодельческие регионы России

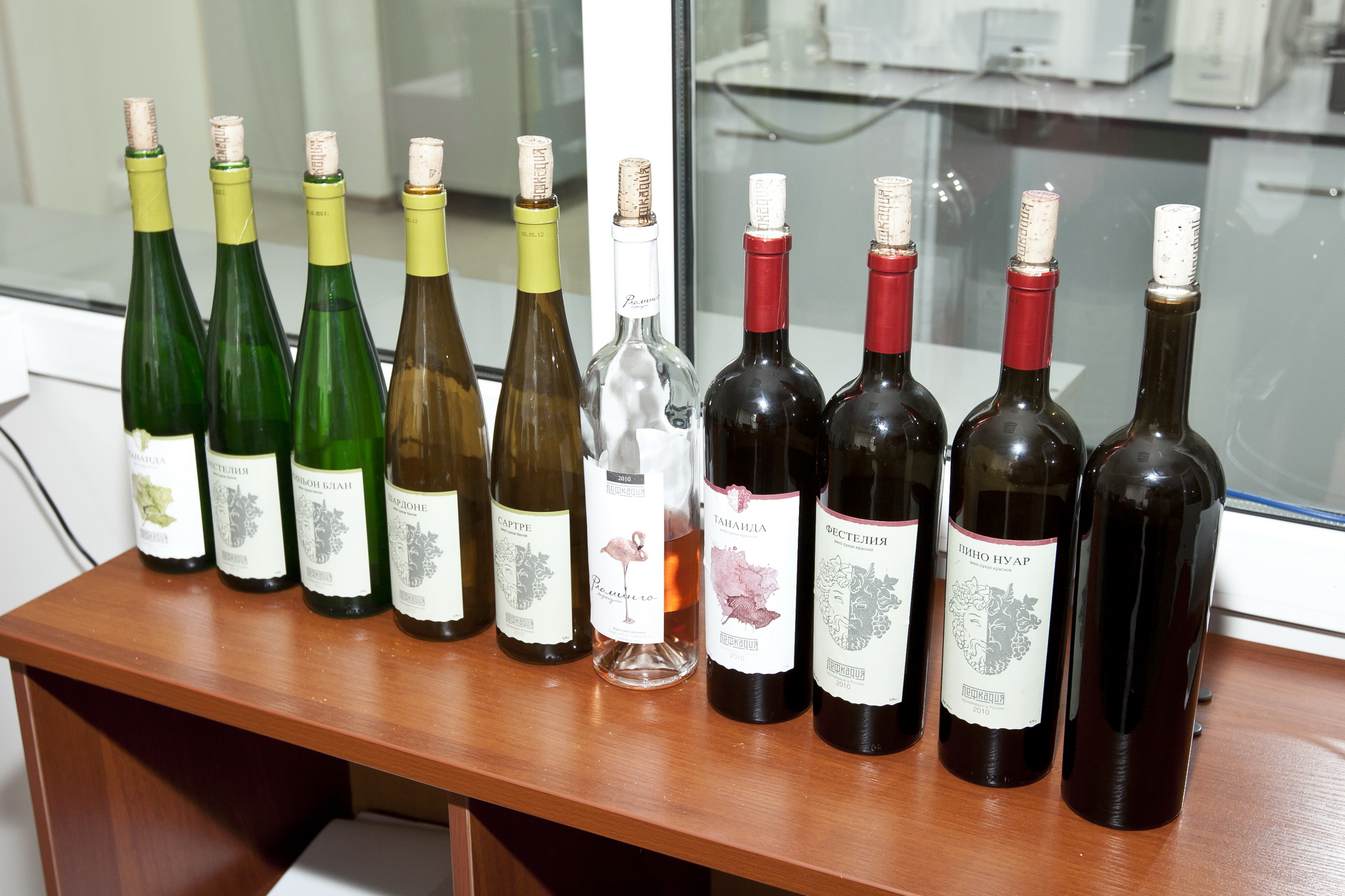
Вина «Лефкадии»

В России выращивают виноград в Крыму, Краснодарском и Ставропольском краях, Чечне, Дагестане, Ингушетии, Кабардино-Балкарии, Карачаево-Черкесии, Адыгее и Северной Осетии; в Астраханской, Волгоградской, Саратовской и Самарской областях; в Ростовской области (на Дону) и немного в Томской области. 
В менее заметных количествах его выращивают в средней полосе до Башкирии включительно и в южных районах на Дальнем Востоке. 

Промышленное виноградарство более всего развито на Северном Кавказе, в Ростовской области и Краснодарском крае.
Основные регионы возделывания винограда:
- Краснодарский край. В Краснодарском крае можно выделить несколько основных подзон виноделия: Приазовскую, Таманскую, Причерноморскую, Северо-Кавказскую и Центральную. Крупнейшие в России площади виноградников — 60 % общих посадок в России. Крупнейшими производителями региона являются компании (в алфавитном порядке): «Абрау-Дюрсо», «Запорожский», «Кавказ», «Крымский винный завод», «Кубань-вино», «Лефкадия», «Мильстрим», «Мысхако», «Русская лоза», «Усадьба Дивноморское», «Фанагория»[источник не указан 964 дня].

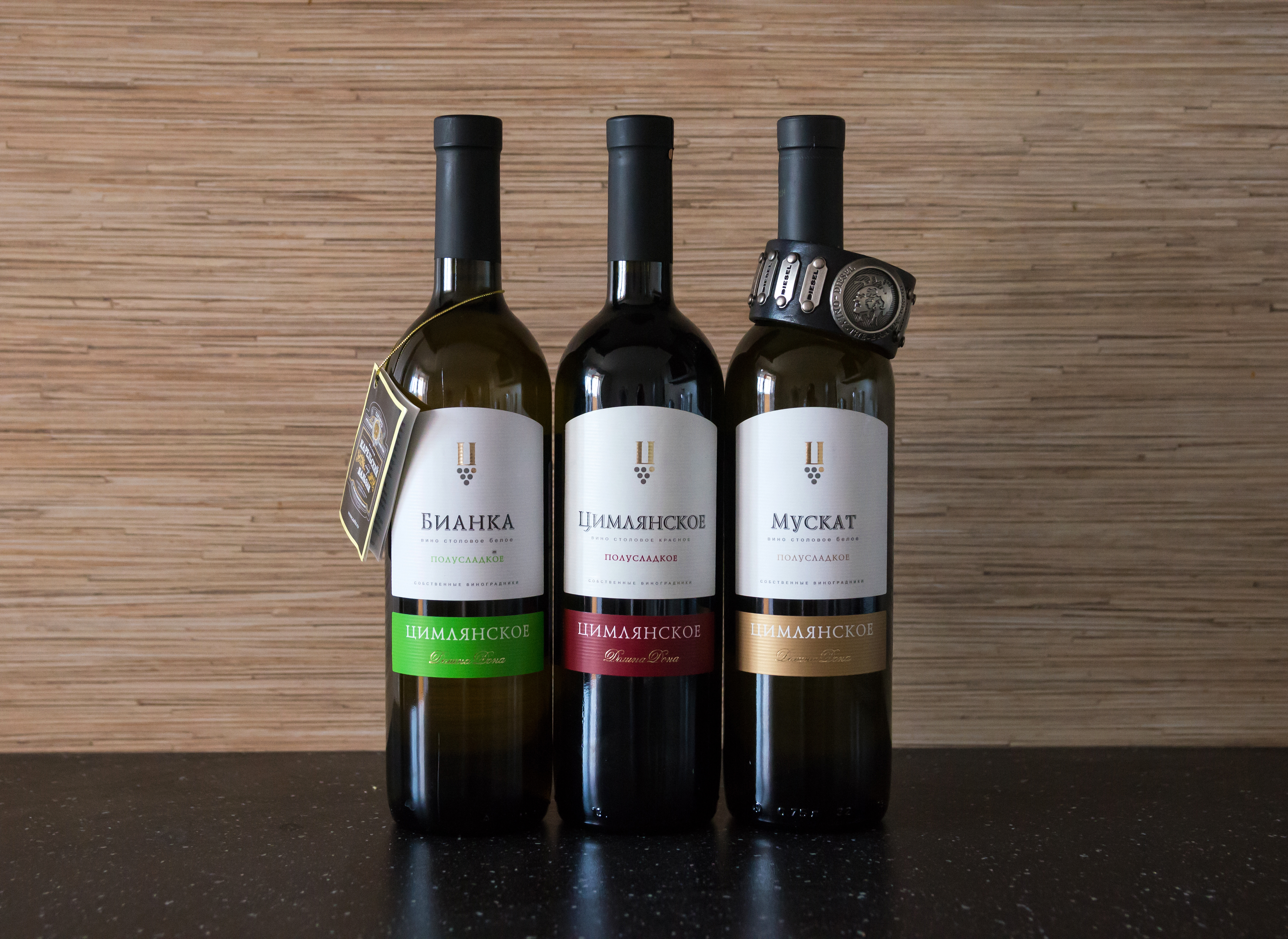
Вина завода «Цимлянские вина»

- Ростовская область. Зона рискованного, укрывного виноградарства. Крупнейшие производители: «Миллеровский винзавод», «Ростовский комбинат шампанских вин», «Цимлянские вина», «Янтарное», «Вилла Звезда».
- Ставропольский край. Здесь сосредоточены 13 % площадей виноградников, дающих около 15 % валового сбора винограда России. Крупнейшие производители: «Левокумское», «Машук», «Прасковейское», «Ставропольский», «Жемчужина Ставрополья». По данным на начало 2010 года, «Прасковейское» отказалось от производства собственных виноградных вин, выведя их производство в Болгарию. «Винзавод Георгиевский» производит только безалкогольные напитки и питьевую воду[16].
- Дагестан. В советские времена — один из крупнейших регионов производства винограда и виноградных вин. В настоящее время площади виноградников сильно сократились, объёмы сбора ягоды по итогам 2018 года составили немного больше 171 тонн. Крупнейшие производители: «Дербентский завод игристых вин» (Дербент), «Кизлярский коньячный завод».

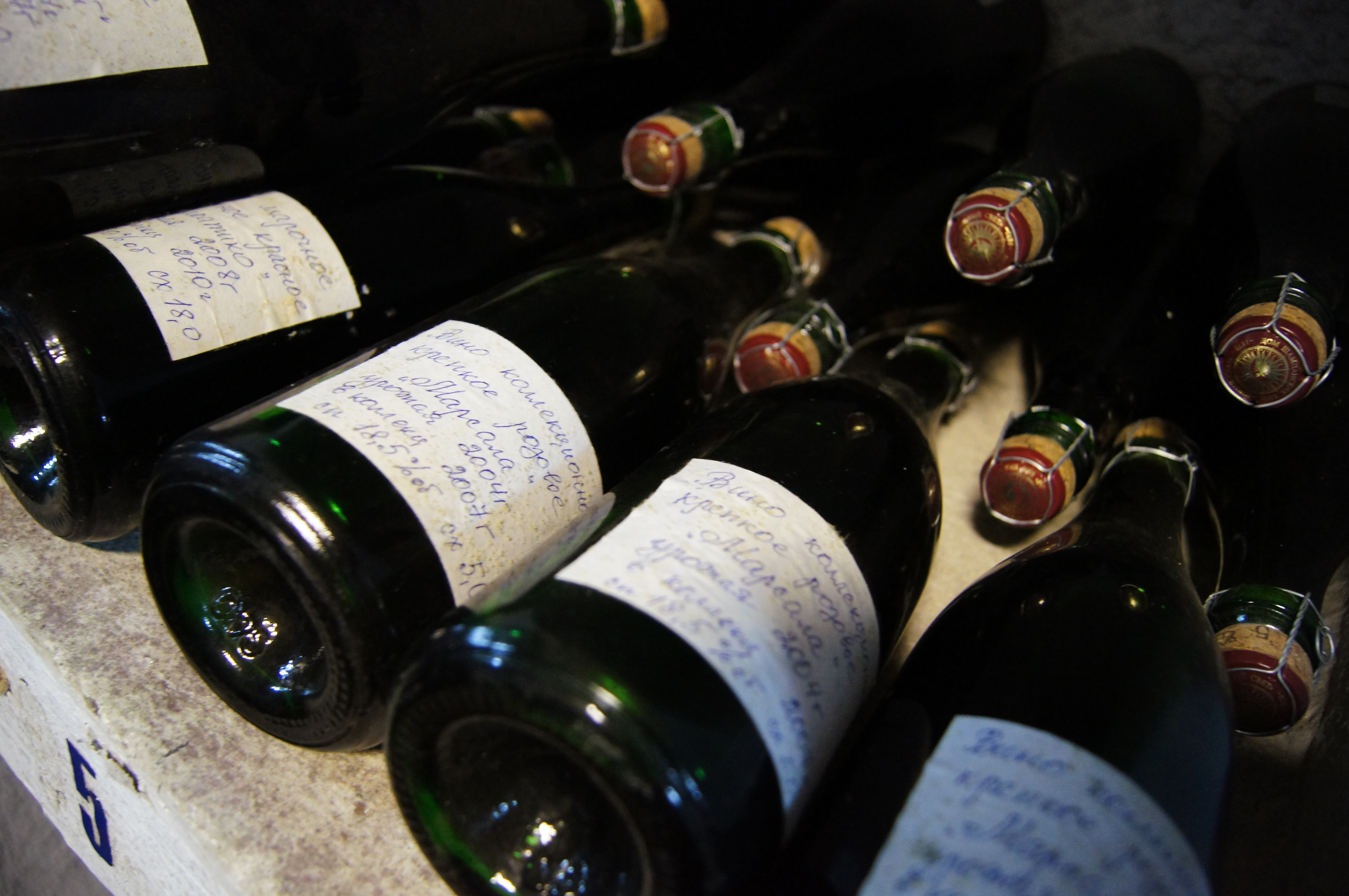
Коллекционные вина АО "ЗШВ "Новый Свет"

- Крым[17] (см. Виноделие в Крыму). В основном, регион специализируется на креплёных (Портвейн, Мадера, Херес) и десертных винах (Мускат, Токай).

В настоящее время для вин, производимых в РФ, законодательно установлены следующие понятия:
- вино России — вино, крепленое вино, игристое вино, полностью (на 100 %) произведённое из винограда, выращенного на территории Российской Федерации
- вино с защищённым географическим указанием (вино ЗГУ) — вино, крепленое вино, игристое вино, которые изготовлены из свежего винограда сорта или смеси сортов винограда вида Vitis Vinifera, а также сортов, полученных скрещиванием сортов Vitis Vinifera с сортами других видов рода Vitis, за исключением гибридов прямых производителей, выращенных в границах определённой виноградо-винодельческой зоны Российской Федерации, с использованием разрешённых технологических приемов виноградарства и виноделия и при изготовлении которых операции первичного и вторичного виноделия осуществляются в границах данной виноградо-винодельческой зоны
- вино с защищённым наименованием места происхождения (вино ЗНМП) — вино, крепленое вино, игристое вино, которые изготовлены из свежего винограда сорта или смеси сортов винограда вида Vitis Vinifera, а также сортов, полученных скрещиванием сортов Vitis Vinifera с сортами других видов рода Vitis, за исключением гибридов прямых производителей, выращенных в границах и регламентированных для определённого виноградо-винодельческого терруара Российской Федерации, с использованием регламентированных для данного виноградо-винодельческого терруара технологических приемов виноградарства и виноделия и при изготовлении которых операции первичного и вторичного виноделия осуществляются в границах данного виноградо-винодельческого терруара

Понятия «вино России», «вино ЗГУ» и «вино ЗНМП» применимы только к винам российского производства и не распространяются на вина, произведённые в других странах.
На конец 2020 года было выделено 7 крупных территориальных ЗГУ и 8 внутренних кубанских, и 23 ЗНМП:
ЗГУ — «Крым», «Нижняя Волга», «Долина Дона», «Ставрополье», «Дагестан», «Долина Терека»,  «Кубань», «Кубань. Таманский полуостров»,  «Кубань. Долина реки Афипс», «Кубань. Восточное Приазовье», «Кубань. Семигорье», «Кубань. Крымск», «Кубань. Геленджик»,  «Кубань. Анапа»,  «Кубань. Новороссийск».
ЗНМП — «Арпачин» (Ростовская обл., с. п. Арпачин), «Дербентский район» (Дагестан, в границах Дербентского р-на), «Голубицкая стрелка» (Темрюкский р-н), «Тмутаракань» (Темрюкский р-н, с.п. Запорожское), «Курень Титаровский. 1794» (Темрюкский район, с.п. Старотитаровское), «Сенной» (Темрюкский р-н), «Южный берег Тамани» (Темрюкский р-н), «Долина Лефкадия» (Крымский р-н), «Дивноморское» (Геленджик), «Абрау-Дюрсо» (Новороссийск), «Мысхако» (Новороссийск), «Виноградники Геленджика», «Красная Горка», «Плато Аманат», «Сикоры» (Новороссийск), «Виноградники Гай-Кодзора» (Гай-Кодзор), «Тристория», «Долина Шумринки» (Гай-Кодзор), «Сухая Гора», «Гора Колдун» (Мысхако), «Маркотхские холмы» (Кабардинка), «Геленджик-Криница-Бетта» (Пшадский с.о.), «Бюрнье-Сенетха» (Геленджик).

## Крупнейшие виноградарские хозяйства России
Топ-20 крупнейших виноградарских хозяйств России, общая площадь виноградников, га:
- 1 место - ОАО «АФ «Южная» (Краснодарский край, Темрюкский район) — 8100
- 2 место - ОАО «АПФ «Фанагория» (Краснодарский край, Темрюкский район) — 3419
- 3 место - ООО «Виноградники Абрау-Дюрсо» (Краснодарский край, Новороссийский район) — 2900
- 4 место - ООО «АФ «Юбилейная» (Краснодарский край, Темрюкский район) — 2500
- 5 место - ЗАО «Алеф-Виналь» (Республика Крым, Бахчисарайский район) — 1936
- 6 место - ООО «Качинский +» (г. Севастополь, Андреевский округ) — 1712,9
- 7 место - ООО «Агрофирма «Золотая Балка» (г. Севастополь, Балаклавский округ) — 1249,5
- 8 место - ОАО «ДЗИВ» (Республика Дагестан, Дербентский, Табасаранский районы) — 1222
- 9 место - ООО «Виноградарь» (Республика Дагестан, Дербентский район) — 1015
- 10 место -АО «Агрофирма «Черноморец» (Республика Крым, Бахчисарайский район) — 895
- 11 место - АО «им Н. Алиева» (Республика Дагестан, Дербентский район) — 802
- 12 место - ЗАО «СХП «Виноградное» (Ставропольский край, Буденновский район) — 622,7
- 13 место - АО «Артвин» (г. Севастополь, Верхнесадовский округ) — 619,9
- 14 место - МУП «А/Ф «Татляр» (Республика Дагестан, Дербентский район) — 618
- 15 место - ГУП «Каспий» (Республика Дагестан, Каякентский район) — 484
- 16 место - ГУП «Кировский» (Республика Дагестан, Каякентский район) — 479
- 17 место - ООО «СВЗ-Агро» (г. Севастополь, Качинский округ) — 408,7
- 18 место - СПК «Нововикринский» (Республика Дагестан, Каякентский район) — 392
- 19 место - ЗАО «СХП «Шишкинское» (Ставропольский край, Благодарненский район) — 290
- 20 место - АО «С. Перовской» (г. Севастополь, Нахимовский округ) — 268,4

## Автохтонные сорта
В России насчитывается огромное количество автохтонных («аборигенных», или «местных») сортов винного (технического) винограда. Здесь мы перечислим самые известные из них, отсортировав по региону произрастания.
|         | Кавказ, Краснодарский край, Ростовская область | Крым                                               |
| ------- | ---------------------------------------------- | -------------------------------------------------- |
| Красные | Бастардо Магарачский                           | Джеват Кара (он же «Черный полковник»)             |
|         | Достойный                                      | Кефесия (он же «Черный доктор», он же «Эким Кара») |
|         | Красностоп золотовский                         |                                                    |
|         | Цимлянский чёрный                              | Шабаш (используется для производства мадеры)       |
| Белые   | Кристалл                                       | Кокур белый                                        |
|         | Платовский                                     | Солдайя                                            |
|         | Сибирьковый                                    |                                                    |

## Лучшие вина России
Вина, которые добились выдающихся результатов: завоевали кубки и медали на престижных конкурсах в России и за рубежом, заняли высокие места в авторитетных рейтингах и потребительских опросах.

### Известные вина России
- Советское шампанское